# Чивава са Беверли Хилса 2
Чивава са Беверли Хилса 2 (енгл. Beverly Hills Chihuahua 2) америчка је породична филмска комедија из 2011. године. Режирао га је Алекс Зам. У главним улогама су Одет Анабл, Закари Гордон, Емили Осмент, Бриџит Мендлер, Том Кени и Џорџ Лопез. Филм прати чиваве Клое и Папија, који су сада ожењени и имају пет штенади. То је други из серијала од три филма. Претходник је Чивава са Беверли Хилса, а наставак Чивава са Беверли Хилса 3.

## Радња
Чиваве Клое (глас Одет Анабл) и Папи (глас Џорџ Лопез) враћају се у Беверли Хилс где се венчавају. Постају родитељи пет бучних и несташних штенади: Папи млађи (глас Закари Гордон), Лала (глас Медисон Петис), Роса (глас Шантији Спалан), Али (глас Делејни Џоунс) и Пеп (глас Емили Осмент) чије одгајање постаје веома захтевно јер их сваког дана стављају пред нове изазове. Сем Кортез, њихов власник, покушава да спречи исељење његових родитеља из куће. Кучићи не одустају у намери да му помогну и не прежу ни од чега.

## Улоге
| Глумац                | Улога             |
| --------------------- | ----------------- |
| Одет Анабл (глас)     | Чивава Клое       |
| Џорџ Лопез (глас)     | Чивава Папи       |
| Закари Гордон (глас)  | Чивава Папи млађи |
| Емили Осмент (глас)   | Чивава Пеп        |
| Медисон Петис (глас)  | Чивава Лала       |
| Шантији Спалан (глас) | Чивава Роса       |
| Делејни Џоунс (глас)  | Чивава Али        |
| Маркус Колома         | Сем Кортез        |
| Ерин Кејхил           | Рајчел Ајше       |
| Сузан Блејкли         | Вивијан Ајше      |
| Лупе Онтиверос        | Госпођа Кортез    |
| Кастуло Гуера         | Господин Кортез   |
| Бриџит Мендлер (глас) | Пас Мари          |
| Том Кени (глас)       | Себастијан        |